# حبرة
الحبرة (بالإنجليزية: Petechia)‏، (وجمعها حبرات (بالإنجليزية: Petechiae)‏) هي بقع جلدية صغيرة حمراء أو بنفسجية قطرها 1-2 ملم، سببها نزف بسيط من شعيرات دموية متضررة.
الحبرة إحدى الأنواع الثلاثة التي تستخدم لوصف النزف تحت الجلد، النوعان الآخران هما الفرفرية والكدمات. تتميز الحبرات بأنها أصغر من 3 ملم.